# Zadomka polna

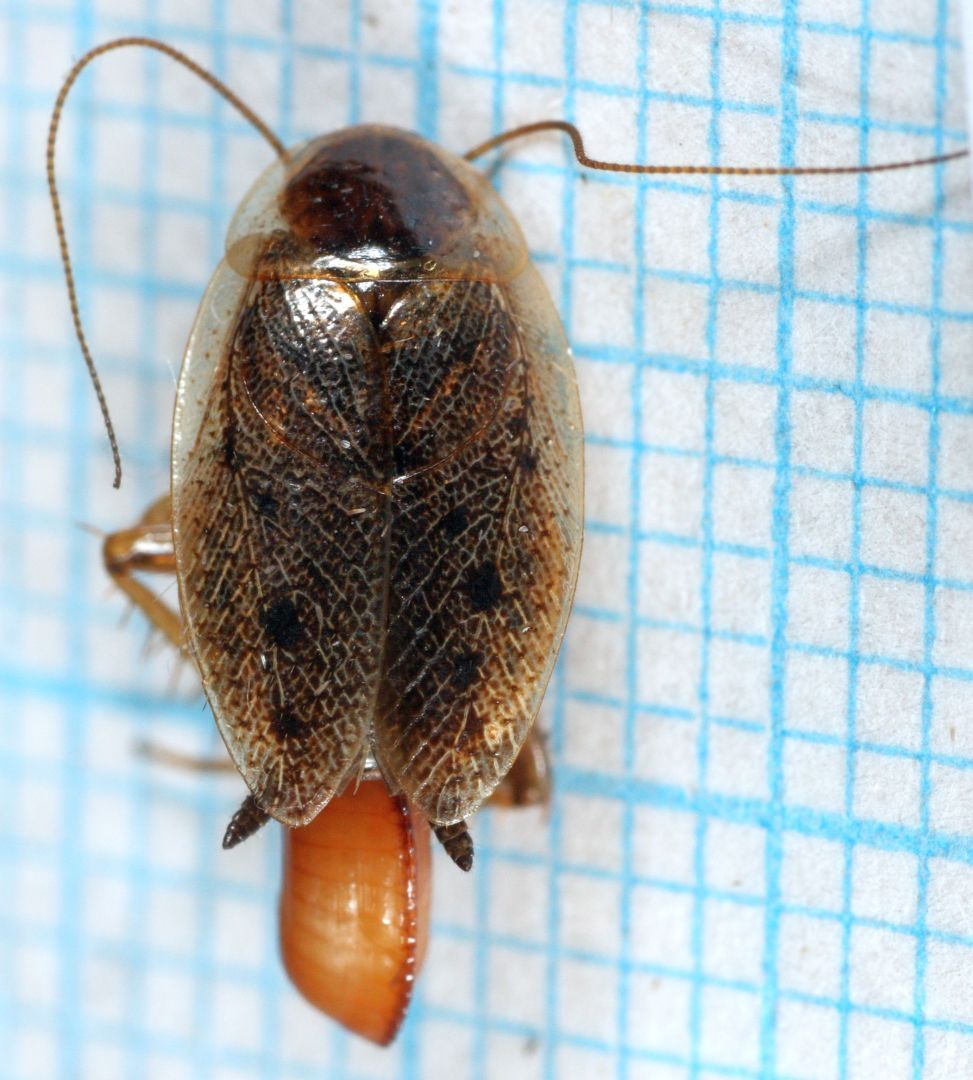
Ectobius lapponicus (samica z jajami)

Zadomka polna (Ectobius lapponicus) – owad z rzędu karaczanów, z rodziny Ectobiidae (zadomkowate), jeden z nielicznych krajowych karaczanów żyjących w środowisku naturalnym. 
WystępowanieGatunek pospolity w całej Europie, obecny także w Zachodniej Syberii.
OpisWielkość ciała 7-13 mm, charakteryzuje się zmiennym ubarwieniem ciała. Samiec jest długoskrzydły, na przedpleczu ma czarną, nieostro odgraniczoną plamę. Samica ma jasnobrązowe przedplecze i krótsze skrzydła.
BiotopŻyje w głównie w lasach, chociaż można spotkać ten gatunek także i w zaroślach, sadach i ogrodach. Nie występuje w budynkach.
Tryb życiaJest to owad ruchliwy. Gatunek ten spotkać można od maja do września, samice przebywają zazwyczaj na niskich roślinach, samce na ziemi. Jaja składane przez samice chronione są przez kokon (długość ok. 3 mm). Dorosłe owady są wszystkożerne.